# Chlebów (województwo wielkopolskie)
Chlebów – wieś w Polsce położona w województwie wielkopolskim, w powiecie tureckim, w gminie Turek.
W latach 1975–1998 miejscowość administracyjnie należała do województwa konińskiego.
We wsi znajdują się: szkoła podstawowa, szlak rowerowy oraz zalesione hałdy.